# Andrea Fraser
(Andrea Fraser)
Andrea Rose Fraser (Billings, 1965) è un'artista e critica d'arte statunitense.
Artista attiva nel campo della performance art, è conosciuta in particolare per il suo lavoro di critica alle istituzioni del mondo dell'arte. Vive e lavora tra New York e Los Angeles, dove insegna presso l'Università della California.

## Opere
Fraser inizia la sua carriera nel campo della critica d'arte, per poi incanalare questi temi e metodologia d'analisi nelle sue opere.
In Kunst muss hängen ("Art Must Hang") rimette in scena un discorso del 1995 di un ubriaco Martin Kippenberger, che viene rievocato parola per parola, gesto dopo gesto. Altro suo lavoro importante è Official Welcome (2001).
Con la "videotape performance" Little Frank and His Carp (2001), girata all'interno del Guggenheim Museum Bilbao con cinque telecamere nascoste, lavora con la realtà, e attraverso un'analisi psicoanalitica e sociologica ribalta una "normale" esperienza di visita a un museo.
Nella sua "videotape performance" Untitled (2003) ha mostrato su un piccolo monitor un sextape che mostra integralmente il rapporto che la stessa artista ha avuto in una stanza d'albergo con un collezionista, il quale era stato l'acquirente dell'opera stessa, in quanto l'aveva precedentemente pre-acquistata per ventimila dollari, ignaro di cosa fosse effettivamente.
Altre perfomance includono Projection del 2008 e Not Just a Few of Us del 2014.